# Теплодубровне
Теплодубро́вне (рос. Теплодубровное) — присілок у складі Петуховського округу Курганської області, Росія.
Населення — 67 осіб (2010, 70 у 2002).
Національний склад станом на 2002 рік:
- росіяни — 83 %